# راس چینی
راس چینی (نام علمی: Rhus chinensis) نام یک گونه از سرده سماق است.

## نگارخانه

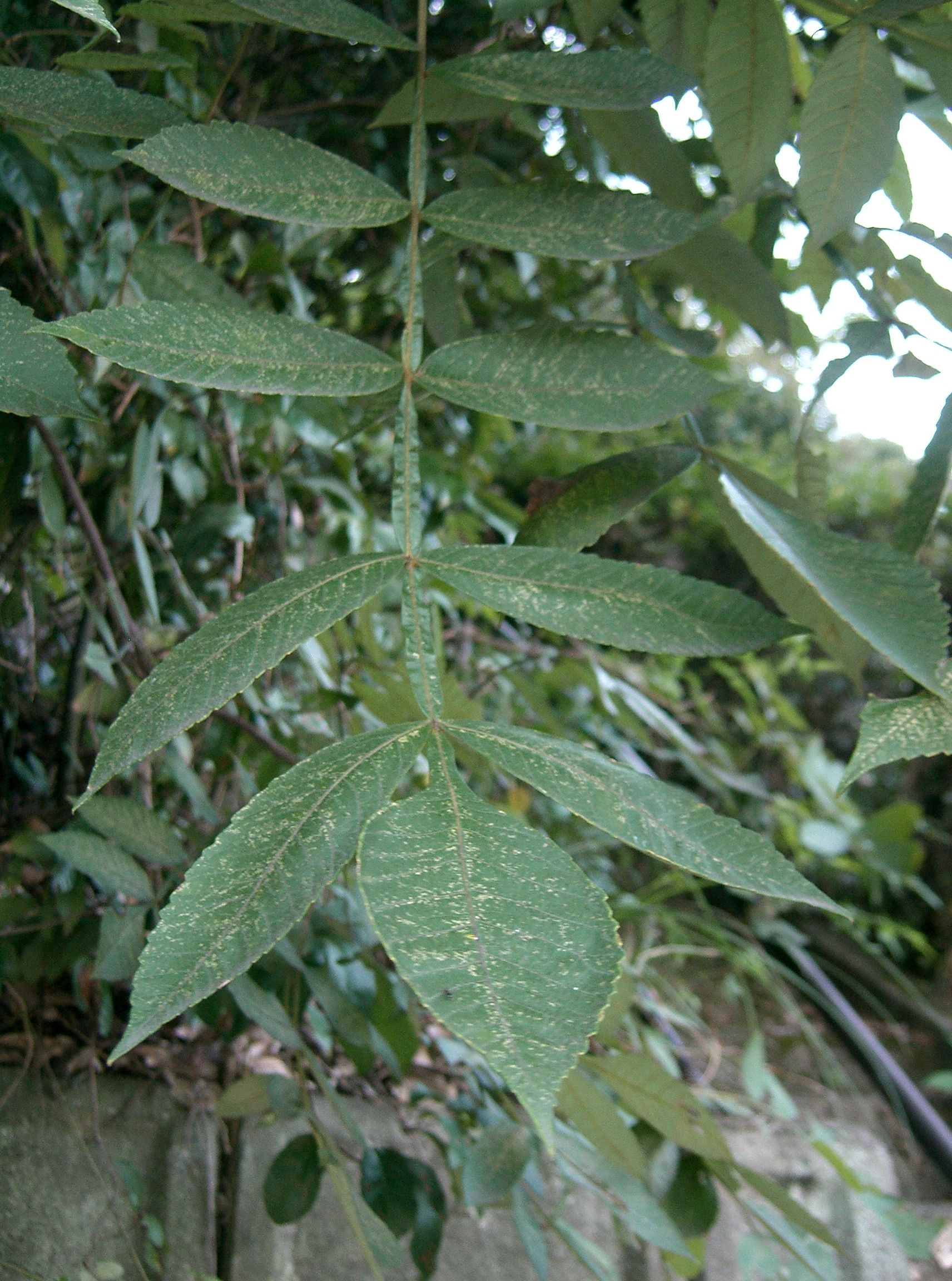
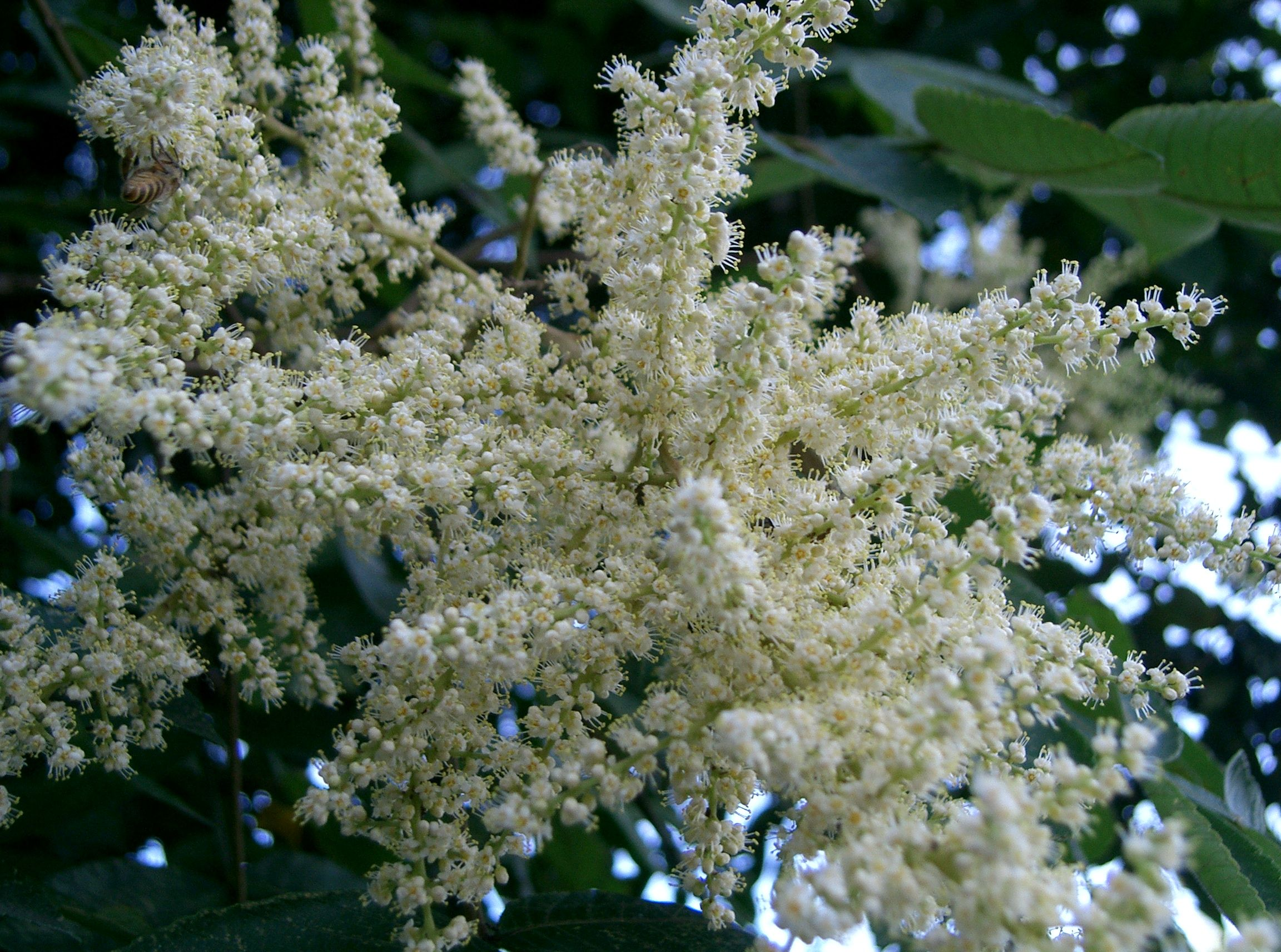
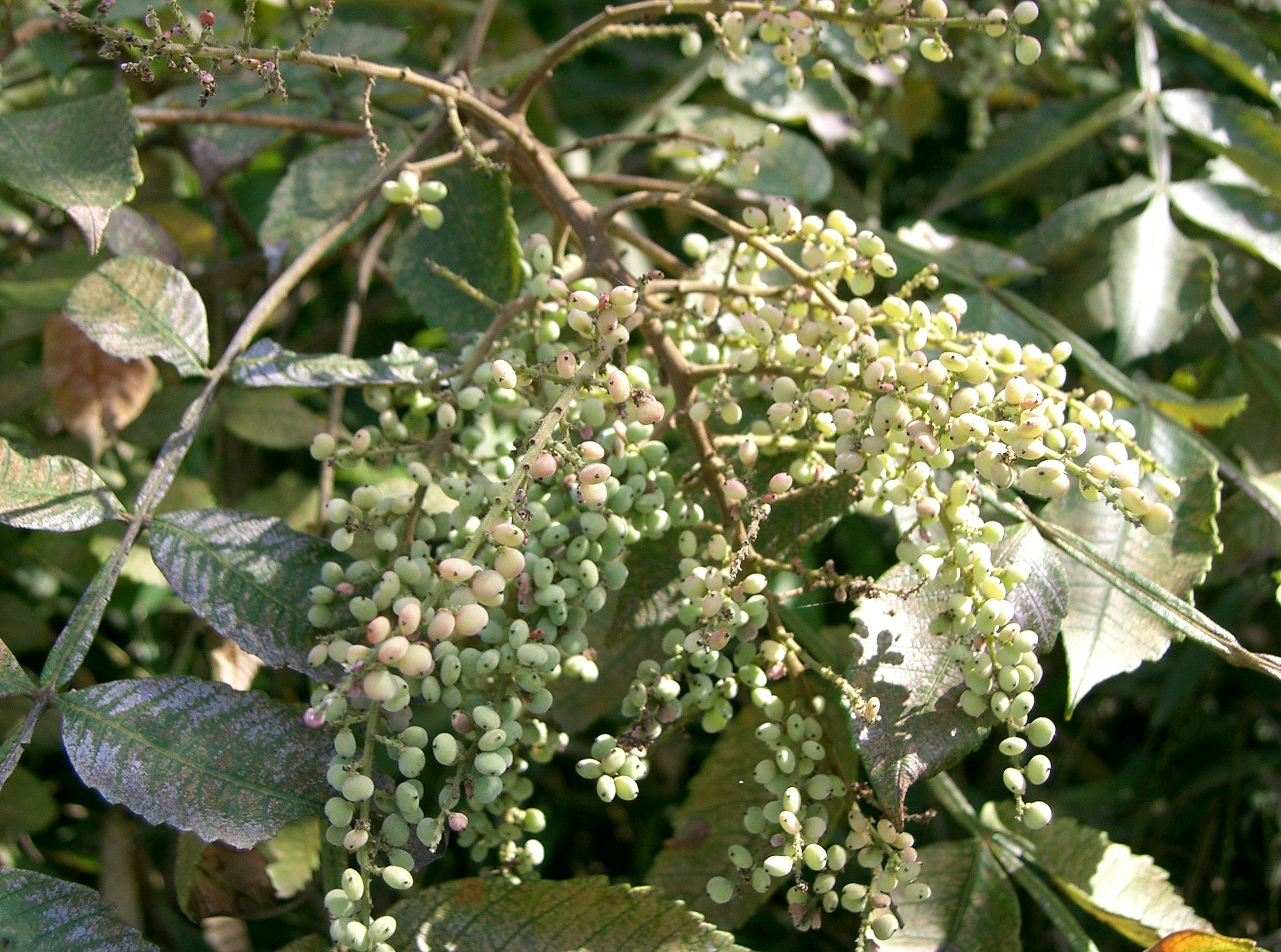
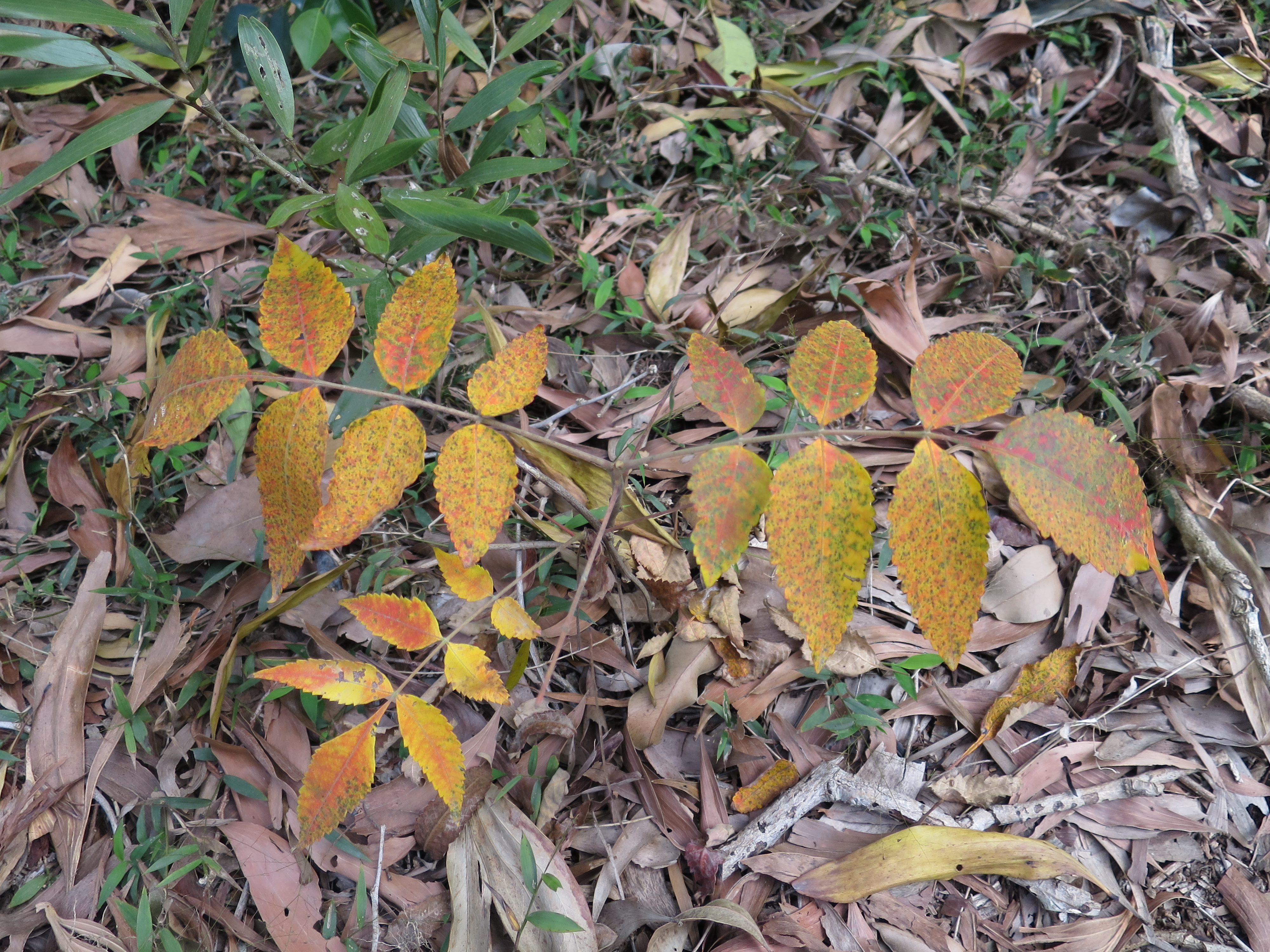